# The Quiet American (2002)
The Quiet American is een Amerikaanse dramafilm uit 2002 onder regie van Phillip Noyce. De film is gebaseerd op de gelijknamige roman uit 1955 van de Britse auteur Graham Greene.

## Verhaal
In Vietnam vechten een jonge Amerikaan en een oude Brit in hun strijd om de hand van een vrouw ook hun meningsverschillen uit over de toekomst van het land. De Amerikaan wil van haar een typisch Amerikaanse huisvrouw maken. De Brit aanvaardt de vrouw zoals ze is.

## Rolverdeling
- Michael Caine: Thomas Fowler
- Brendan Fraser: Alden Pyle
- Đỗ Thị Hải Yến: Phuong
- Rade Šerbedžija: Inspecteur Vigot
- Tzi Ma: Hinh
- Robert Stanton: Joe Tunney
- Holmes Osborne: Bill Granger
- Quang Hải: Generaal Thé